# Sölfverberg
Sölfverberg var en svensk adelsätt.

## Historik

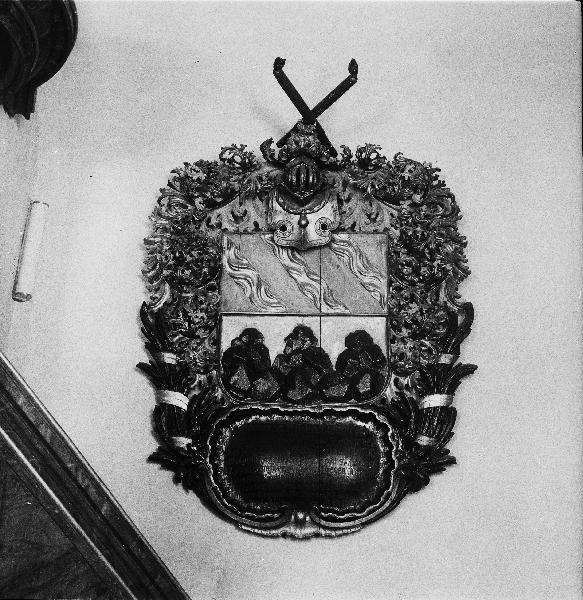
Huvudbanér i Rö kyrka för Sven Larsson Sölfverberg (1653-1727) och hans söner Sven (1690-1715) och Peter (1694-1732).

Ättens äldste kände stamfader var borgaren och handelsmannen Lars Svensson i Nyköping. Hans son mekanikern Sven Larsson (före adlandet Brun, 1653-1727), adlades 1687 med namnet Sölfverberg. Ätten introducerades på Sveriges Riddarhus år 1689 med nr 1 111. Ätten utslocknade på svärdssidan 1852 när grosshandlaren Magnus Didrik Sölfverberg (1786–1852) dog barnlös.